# Albert Schultz-Lupitz
Albert Schultz-Lupitz, född 26 mars 1831 i Rehna, Mecklenburg, död 5 januari 1899 i Lupitz, var en tysk agronom.
Schultz köpte 1855 godset Lupitz vid Klötze i provinsen Sachsen, vilket han brukade till sin död. Till följd av den torra, sandiga beskaffenheten av godsets jord, lämplig till odling av råg och potatis, men ej av foderväxter, drevs han att inskränka kreatursskötseln och för jordens gödsling övergå till gröngödsling, det vill säga gödsling genom nedplöjning av en frodigt växande gröda, särskilt lupiner, som gå väl till på sandjord.
Erfarenheten lärde Schultz, att han med märgling och riklig gödsling med kalium och fosforsyra, men utan kvävegödsel kunde alstra stora grödor av lupiner och andra ärtväxter, som tillförde jorden stora mängder av kväve, och härigenom visade han praktiskt riktigheten av den gamla, men vid denna tid av vetenskapen utdömda uppfattningen om ärtväxters förmåga att uppta kväve ur luften, en uppfattning, som även senare (1887) vetenskapligt bekräftades av Hermann Hellriegel.
Schultz blev genom sina skrifter Kalidungung auf leichtem Boden (1882; fjärde upplagan 1890) och Zwischenfruchtbau auf leichtem Boden (1895; tredje uppagan 1905) en verksam och mycket hedrad förkämpe för gröngödsling med kalifosfatgödsling ("System Schultz-Lupitz").